# ملکه یوکان
ملکه یوکان (انگلیسی: Queen of the Yukon) فیلمی در ژانر وسترن به کارگردانی فیل روزن است که در سال ۱۹۴۰ منتشر شد. از بازیگران آن می‌توان به چارلز بیکفورد، آیرین ریچ و دیو اوبراین اشاره کرد.